# Z 58000 / Z 58500
L'automotrice Z 58000 / Z 58500, également appelée RER NG (nom de projet, pour « RER nouvelle génération »), est un matériel roulant construit depuis 2019 par Alstom pour lequel la Société nationale des chemins de fer français (SNCF) a passé trois appels d'offres en juin 2012, mai 2013 et avril 2015 — les deux premiers étant classés sans suite — pour le compte du Syndicat des transports d'Île-de-France (STIF). Ce matériel est destiné à équiper dans un premier temps la ligne E (Eole), puis la ligne D. Le projet RER NG comporte la fourniture de 255 rames, qui remplaceront les Z 20500 du RER D et les Z 22500 (MI 2N Eole) du RER E.

## Histoire

### Projet

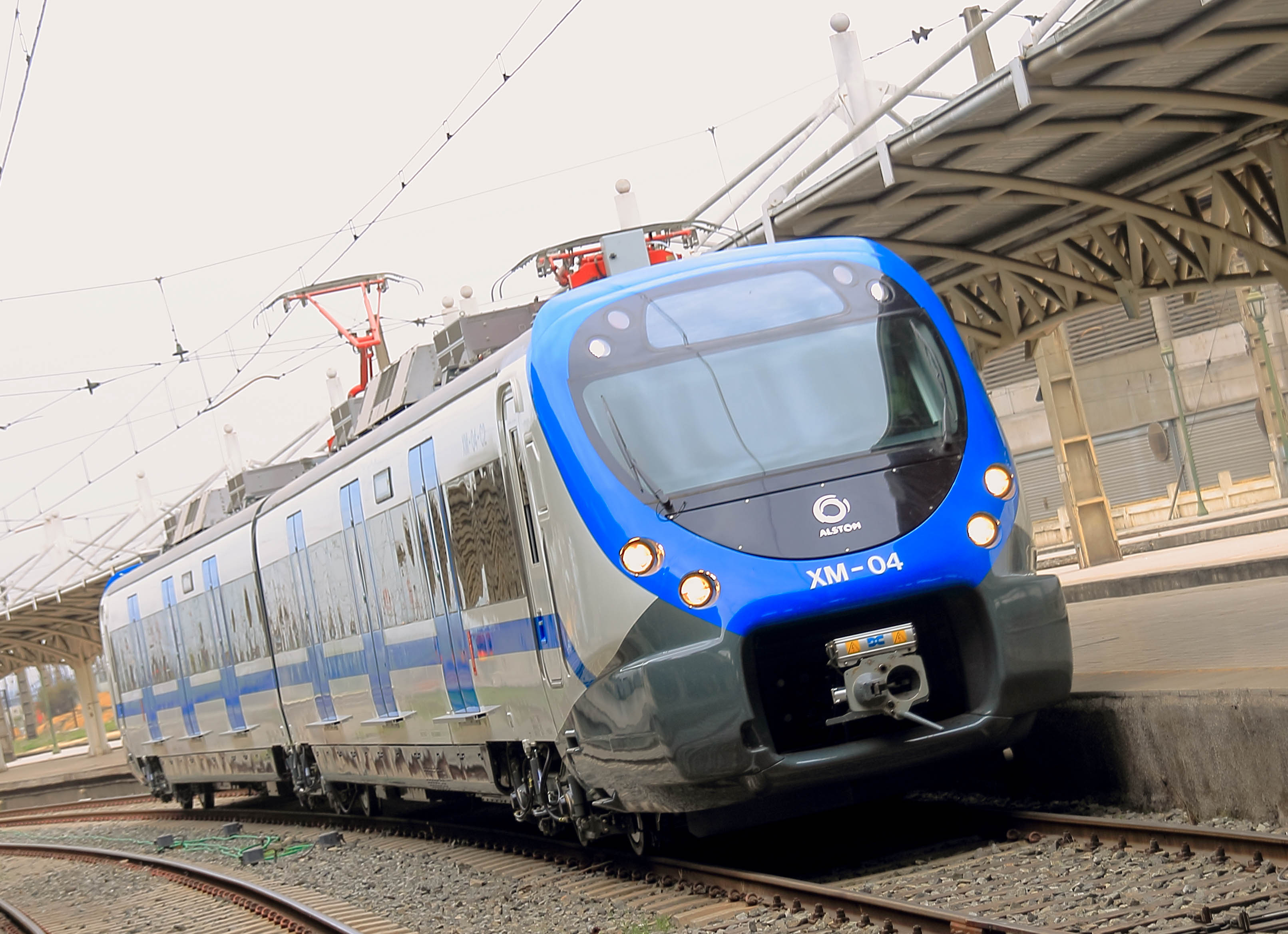
Un modèle d'Xtrapolis (d'Alstom), à la gare centrale de Santiago, au Chili.

Le RER NG est un matériel roulant, désigné par Alstom sous le nom de Adessia Max, destiné au RER E lors de son prolongement à l'ouest prévu pour 2026   ainsi que pour le renouvellement des Z 2N circulant sur le RER D. Le RER NG devrait être équipé du système NExTEO pour l'exploitation du tronçon central du RER E (Z 58000),, et à terme, de certaines portions du RER D (Z 58500),.
Ce matériel a fait l'objet d'un appel d'offres de la part de la SNCF pour le compte du STIF (devenu Île-de-France Mobilités), chargé du matériel roulant depuis la loi relative à l'organisation et à la régulation des transports ferroviaires (loi ORTF du 8 décembre 2009), qui a changé les rôles et les responsabilités dans la gestion du parc de matériel roulant des transports en Île-de-France.
Le matériel roulant est désormais financé par Île-de-France Mobilités pour le renouvellement du matériel roulant à hauteur de 50 %, et l'achat de matériel roulant dans le cadre de prolongements ou de nouvelles lignes à hauteur de 100 %.
Le 5 octobre 2011, la SNCF étudie les caractéristiques techniques du futur matériel RER à deux niveaux dédié au RER E (prolongement jusqu’à Mantes-la-Jolie en passant par La Défense et Poissy ainsi que l'éviction du matériel existant) et au RER D (remplacement des Z 5600 et des Z 20500).

### Appel d'offres
Un premier appel d'offres est lancé en juin 2012, mais faute de réponses satisfaisantes, la SNCF lance un deuxième appel d'offres en mai 2013, lui aussi sans suite. En avril 2015, un troisième appel d'offres est lancé. Alstom et Bombardier ont déposé une offre conjointe et l'espagnol CAF a également répondu à cet appel d'offres mais l'allemand Siemens, qui envisageait d'ouvrir une nouvelle usine en Île-de-France, a jeté l'éponge.
Le 31 octobre 2016, le constructeur CAF est mis à l'écart au profit du consortium Alstom / Bombardier, pour cet appel d'offres. CAF ne pouvant soutenir, selon un audit commandé par SNCF et Île-de-France Mobilités, le rythme de production imposé et laisserait donc la place au consortium précité. Cette annonce intervient après la menace d'Alstom de fermer son site de Belfort et donc une volonté de préserver les emplois des usines françaises de Valenciennes (site de Petite-Forêt et de Raismes, pour Alstom) et Crespin (Ateliers de construction du Nord de la France, pour Bombardier) où seront construites les rames.
Dans le premier appel d'offres déclaré sans suite, Siemens fait seul le choix de voitures de tête à un seul niveau tandis que CAF présente une version à deux niveaux et deux portes par face. Après le deuxième appel d'offres infructueux, Siemens annonce son retrait de la compétition. Au troisième appel, le consortium Alstom-Bombardier propose une architecture calquée sur la proposition initiale de Siemens avec des voitures d'extrémité à un seul niveau.
Le 6 janvier 2017, la SNCF annonce les constructeurs retenus pour le RER NG ; il s'agit du consortium Alstom-Bombardier. Les voitures motrices sont fabriquées par Alstom et les voitures intermédiaires par Bombardier. Le 11 janvier 2017, la SNCF publie un communiqué et un dossier de presse sur le contenu du contrat,. Le contrat, d'un montant de 3,75 milliards d'euros, porte sur la fourniture de 255 rames dont une tranche ferme de 1,55 milliard d'euros pour 71 rames qui seront affectées en priorité à la ligne D. En octobre 2018, Île-de-France Mobilités évoque un marché d'un total de 371 rames, dont 135 pour le RER D, 71 rames ayant été achetées lors de la commande ferme de janvier 2017.
Le 26 avril 2023, Alstom annonce la levée d'une première option pour la fourniture de 60 rames supplémentaire portant les commandes à 131 rames.
Le 10 avril 2024, une deuxième option pour la fourniture de 35 rames supplémentaire est levée portant les commandes à 166 rames.
Le 23 juin 2025, une troisième option pour la fourniture de 96 rames supplémentaire est levée portant les commandes à 262 rames.

### Livraison

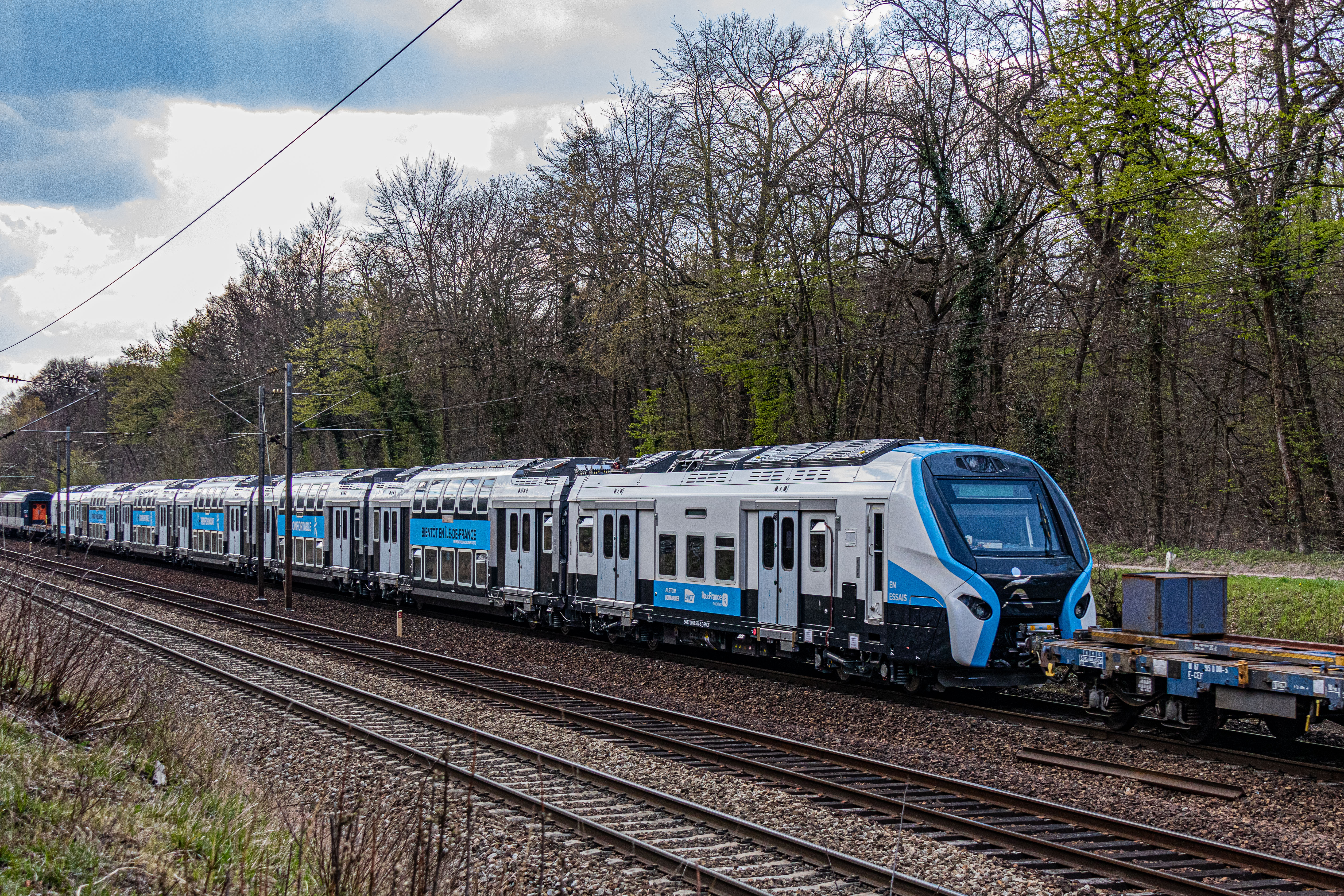
La rame RER NG Z 58507/8 en cours d'acheminement chez Alstom dans le site de Petite-Forêt en avril 2021.

Les cinq premières rames d'essai doivent être produites au cours de l'année 2019.

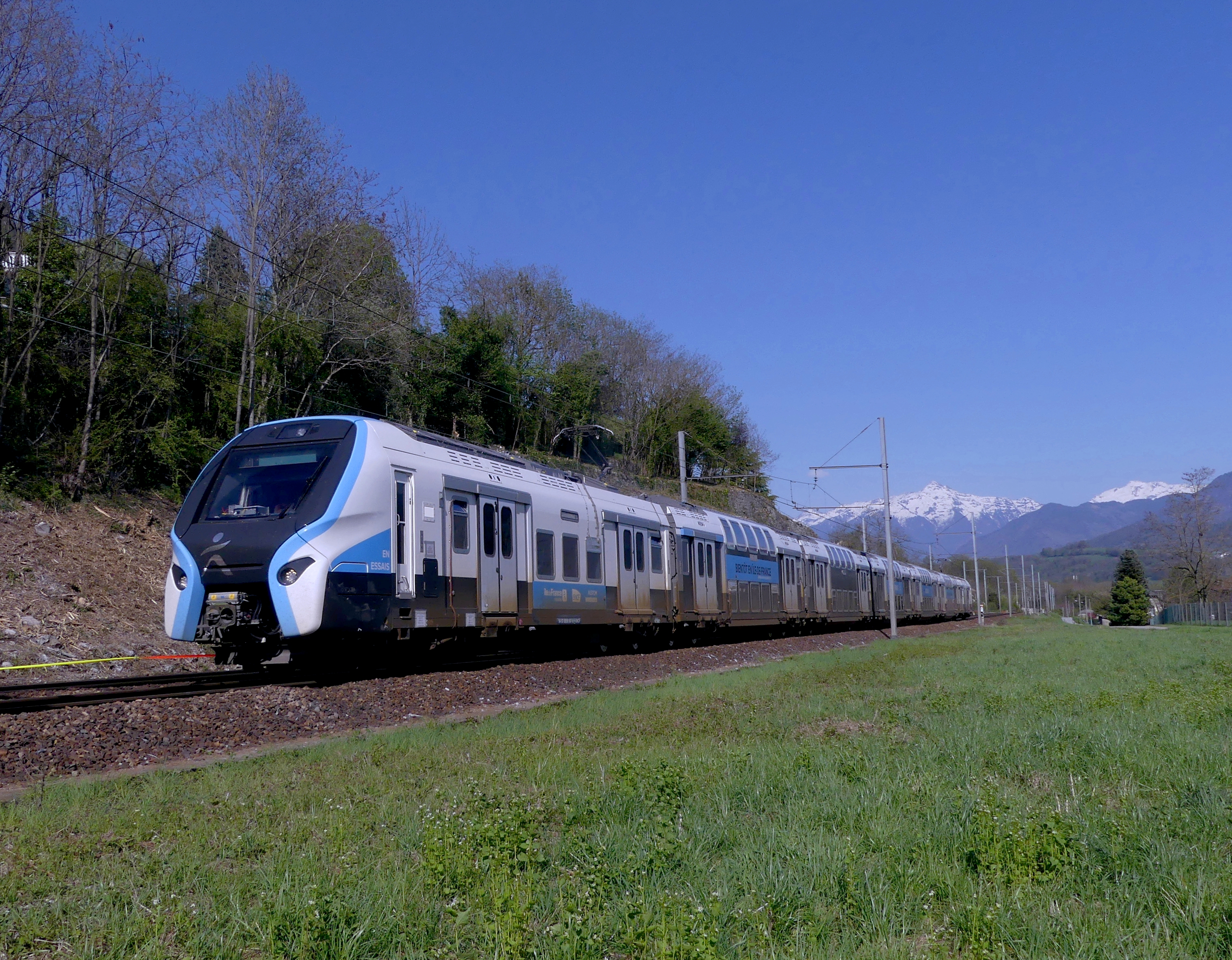
La rame Z 58507/8 en essais à Montmélian en Savoie en avril 2022.

Les premières rames devaient d'abord circuler sur la branche sud de Combs-la-Ville de la ligne D jusqu'à la gare souterraine de la gare de Lyon mais des travaux d'adaptation de la hauteur des quais de la gare de Châtelet - Les Halles étant nécessaires, la circulation des rames vers le nord de la ligne devait avoir lieu ultérieurement. Les prochaines rames seront par la suite engagées sur le prolongement ouest du RER E, .
En novembre 2018, des retards potentiels de livraisons sont évoqués par Île-de-France Mobilités.
Le 17 octobre 2019, au lendemain d'une communication sur les réseaux sociaux par Île-de-France Mobilités et Alstom, Île-de-France Mobilités présente en vidéo, dans un tweet, la première rame RER NG assemblée, sur le site Alstom de Petite-Forêt. On y voit la rame sortie des ateliers, puis en traction autonome, sur la voie d'essais du site. Cette première rame, destinée aux essais d'homologation et de certification du nouveau matériel roulant, sera rejointe par d'autres rames d'ici fin 2019/début 2020, pour entamer la campagne d'essais du RER NG. Île-de-France Mobilités prévoit de publier régulièrement des informations sur l'avancée du projet notamment via son site internet.
À la fin du mois de mai 2020, malgré un probable retard de fabrication, la livraison de la première rame de RER NG de 130 m et 7 caisses est accueillie  au centre d'essais  à Tronville-en-Barrois (Meuse), Wildenrath (Allemagne) et Velim (République tchèque) avant la mise en service des premiers exemplaires du RER NG sur le RER D et le RER E en 2021.
Mi-juillet 2020, la SNCF annonce suspendre la mise en circulation des RER NG, faute de financement pour la formation des conducteurs et la rénovation des ateliers de Villeneuve-Saint-Georges (RER D) et de Noisy-le-Sec (RER E) ; cette mesure a pour origine l'interruption des versements de la part d'Île-de-France Mobilités, provoquée par l'absence d'aide financière de l'État.
Le 9 novembre 2020, SNCF Transilien détaille les étapes de la procédure de test longue de deux ans sur le RER NG avant mise en service.
En octobre 2021, SNCF Voyageurs annonce que la mise en circulation des premières rames n'aura pas lieu avant mi-2023. Valérie Pécresse, présidente d'Île-de-France Mobilités, dénonce un « naufrage industriel » de la part d'Alstom, le constructeur des rames. Ce retard prendrait origine sur l'intégration des différents systèmes de signalisation ferroviaires comme le KVB ou NExTEO. Deux mois plus tard, Alstom annonce une mise en service commercial des premières rames en mai 2023.
D'une durée conséquente, la mise en circulation décalée des rames aurait plusieurs impacts sur le renouvellement de parc des RER D et E mais également sur d'autres lignes et branches qui bénéficieraient d'une mutation de matériels. Cela concerne le RER C qui devra hériter des Z 20500 renouvelées du RER D pour remplacer ses rames Z 5600 et Z 8800.
Le 16 décembre 2022, Île-de-France Mobilités annonce une mise en service des trains à la rentrée 2023 sur la ligne E. Les rames de la ligne D seraient quant à elles mises en service en 2024.
Les essais des rames débutent en février 2023 sur le RER E et en mai 2023,. La mise en service étant programmée en octobre 2023 sur le RER E et au deuxième trimestre 2024 sur le RER D.
En juin 2023, les rames Z 58000 sont homologuées par l'établissement public de sécurité ferroviaire (EPSF).
Le 21 mars 2025, en raison d'un taux de panne élevée enregistrés, SNCF Voyageurs suspend les livraisons du matériel auprès d'Alstom. Elles reprennent le 27 mai 2025, après résolution notamment d'un problème de graisse affectant l'adhérence des roues des trains.

### Mise en service
La mise en service des premières rames de ce matériel sur le RER E (Z 58000) est intervenue le 13 novembre 2023 en fin de matinée avec une mission COHI (Haussmann - Saint-Lazare – Chelles - Gournay). Ces rames sont, dans un premier temps, utilisées sur cet axe et uniquement aux heures creuses. Au fur et à mesure de la fiabilisation des rames, elles sont progressivement utilisées aux heures de pointe et déployées sur les axes Villiers-sur-Marne et Tournan. Jusqu'à fin 2026, elles seront progressivement généralisées à l'ensemble du RER E et de son prolongement vers la gare de Mantes-la-Jolie.
La mise en service des premières rames de ce matériel sur le RER D (Z 58500) est intervenue quant à elle le 16 décembre 2024 en pleine matinée sur une mission ROPO (Creil – Corbeil-Essonnes via Évry-Courcouronnes). Ces rames sont, dans un premier temps, utilisées uniquement sur cet axe et aux heures creuses, à raison de deux allers-retours par jour en semaine. Au fur et à mesure de la fiabilisation des rames, elles seront progressivement utilisées aux heures de pointe et déployées fin 2025 sur l'axe de Melun. Le RER NG équipera l'ensemble de la ligne à vers 2029.

### Services assurés
En mars 2025, les rames RER NG circulent sur les sections de ligne indiquées dans le tableau ci-après.
| (RER) · (D) | Creil ↔ Orry-la-Ville - Coye ↔ Villiers-le-Bel - Gonesse - Arnouville ↔ Corbeil-Essonnes                                                                          |
| (RER) · (E) | Nanterre - La Folie ↔ Chelles - Gournay Nanterre - La Folie ↔ Villiers-sur-Marne - Le Plessis-Trévise Nanterre - La Folie ↔ Tournan Nanterre - La Folie ↔ Magenta |

## Caractéristiques

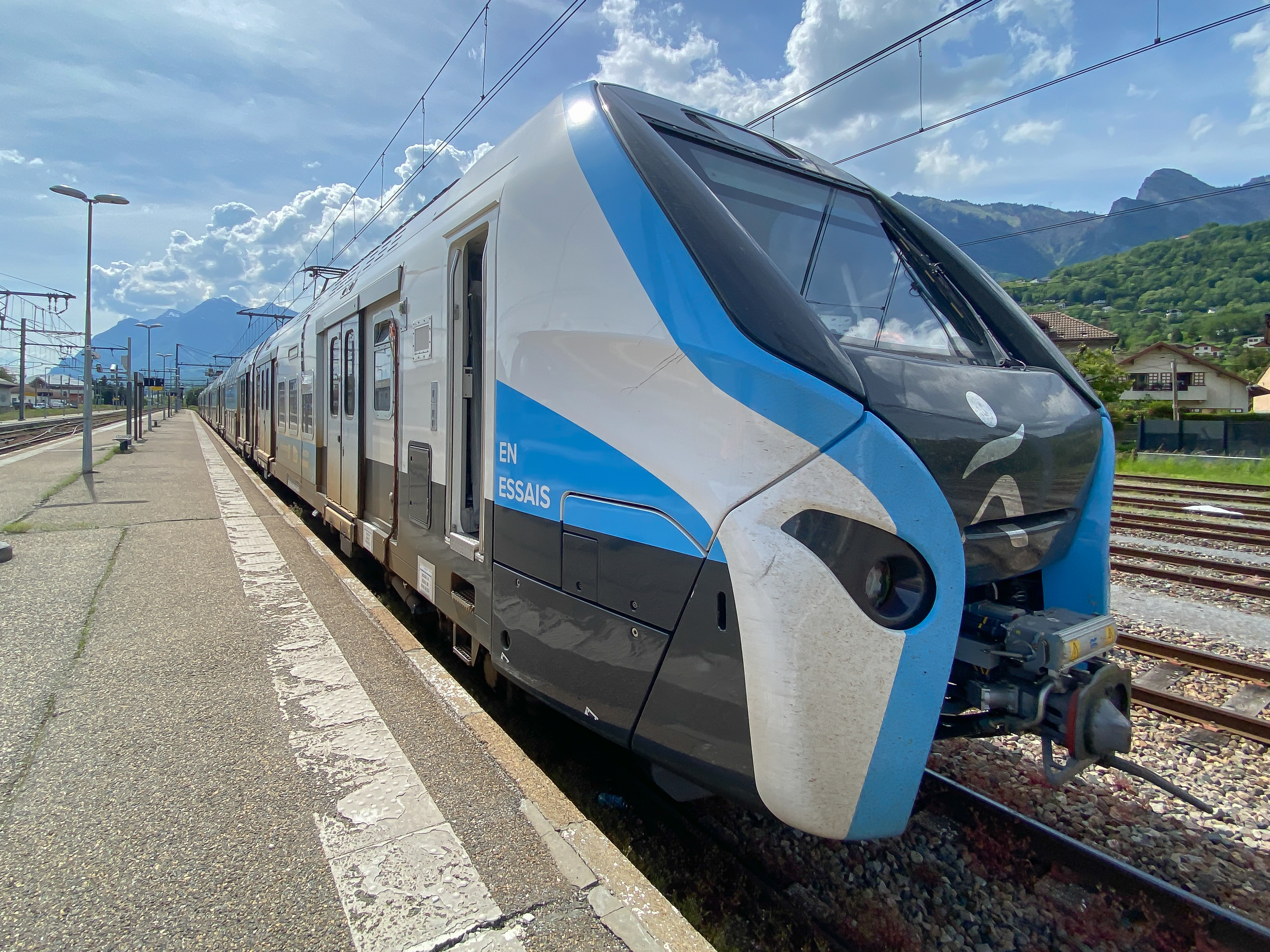
Rame Z 58507/8 en gare d'Albertville lors de la campagne d'essais du RER NG dans la vallée de la Tarentaise au printemps 2022.

Le 11 juin 2018, le design et les caractéristiques de ce matériel roulant sont dévoilés par Île-de-France Mobilités.  
Les rames auront deux configurations, :
- soit Z 58000 à six voitures (quatre motrices dont deux à un niveau et deux à deux niveaux encadrant deux remorques), numérotées : Z1-1, Z2-1, Z3-1, Z3-2, Z2-2, Z1-2, pour les rames de la ligne E, soit une longueur de 112 m ;
- soit Z 58500 à sept voitures (quatre motrices dont deux à un niveau et deux à deux niveaux encadrant trois remorques), numérotées : Z1-1, Z2-1, Z3-1, Z4, Z3-2, Z2-2, Z1-2 pour les rames de la ligne D, soit une longueur de 130 m. Les voitures Z1-1, Z1-2, Z2-1 et Z2-2 sont motrices et disposent des huit bogies moteurs.

Freinage électropneumatique : Comme sur toutes les  nouvelles rames automotrices, il n'y a plus de conduite générale pneumatique mais une conduite blanche (inopérante en service normal) afin de réaliser, en acheminement non autonome, la continuité avec des véhicules à freinage à commande pneumatique (vu sur la base d'essais de Gagny avec BB bicourant et fourgons Dd4s en tête et queue), la commande de freinage se faisant en électrique.
Entre les deux motrices d'extrémité longues de 20 mètres comprenant deux portes (l'une de 1 300 mm d'ouverture et l'autre de 1 950 mm), la rame sur le RER E comprendra quatre voitures centrales à deux niveaux, avec deux portes par face pour une longueur totale de 112 mètres. La version du RER D, longue de 130 mètres, comprendra une voiture à deux niveaux supplémentaire.
L'architecture des rames RER NG ne fait pas appel à la rame articulée, mais à une architecture conventionnelle, chaque voiture reposant sur deux bogies.
La hauteur des plateformes d'accès aux voitures par rapport au plan de roulement est de 970 mm pour les voitures d'extrémité et de 1 000 mm ramenés à 990 mm, grâce à des marches mobiles, pour les voitures intermédiaires. Les portes situées juste derrière les cabines de conduite des motrices sont équipées de comble-lacunes pour l'accès des personnes à mobilité réduite.
Toutes les rames sont climatisées.
Les capacités annoncées sont de :
- RER E : 501 places assises (soit 49 de moins que les Z 22500 (MI 2N)) pour une capacité totale de 1 563 places ;
- RER D : 604 places assises (soit 156 de moins que les Z 20500 à cinq caisses) pour une capacité totale de 1 860 places.

Cette perte de capacité assise s'explique par le nombre de places réservées pour les fauteuils roulants dans les motrices d'extrémité, par un nombre de portes plus important (14 contre 10 pour une rame Z 20500 à cinq voitures) et par un pas de siège porté de 1 540 mm à 1 650 mm (comme sur le Z 50000) pour s'adapter à une taille jugée plus importante des voyageurs.
Contrairement aux Z 20500 et aux MI 2N, les Z 58000 / Z 58500 sont des trains dits boa, dotés de l'intercirculation intégrale entre les voitures, à l'image des automotrices Z 50000 et des matériels récents du métro de Paris. Il est ainsi possible de circuler d'une extrémité à l'autre de chaque élément, afin de faciliter la répartition des voyageurs à bord, et d'éviter les phénomènes d'engorgement de certaines voitures en périodes de pointe.

Sélection de vues de l'intérieur d'une rame Z 58000
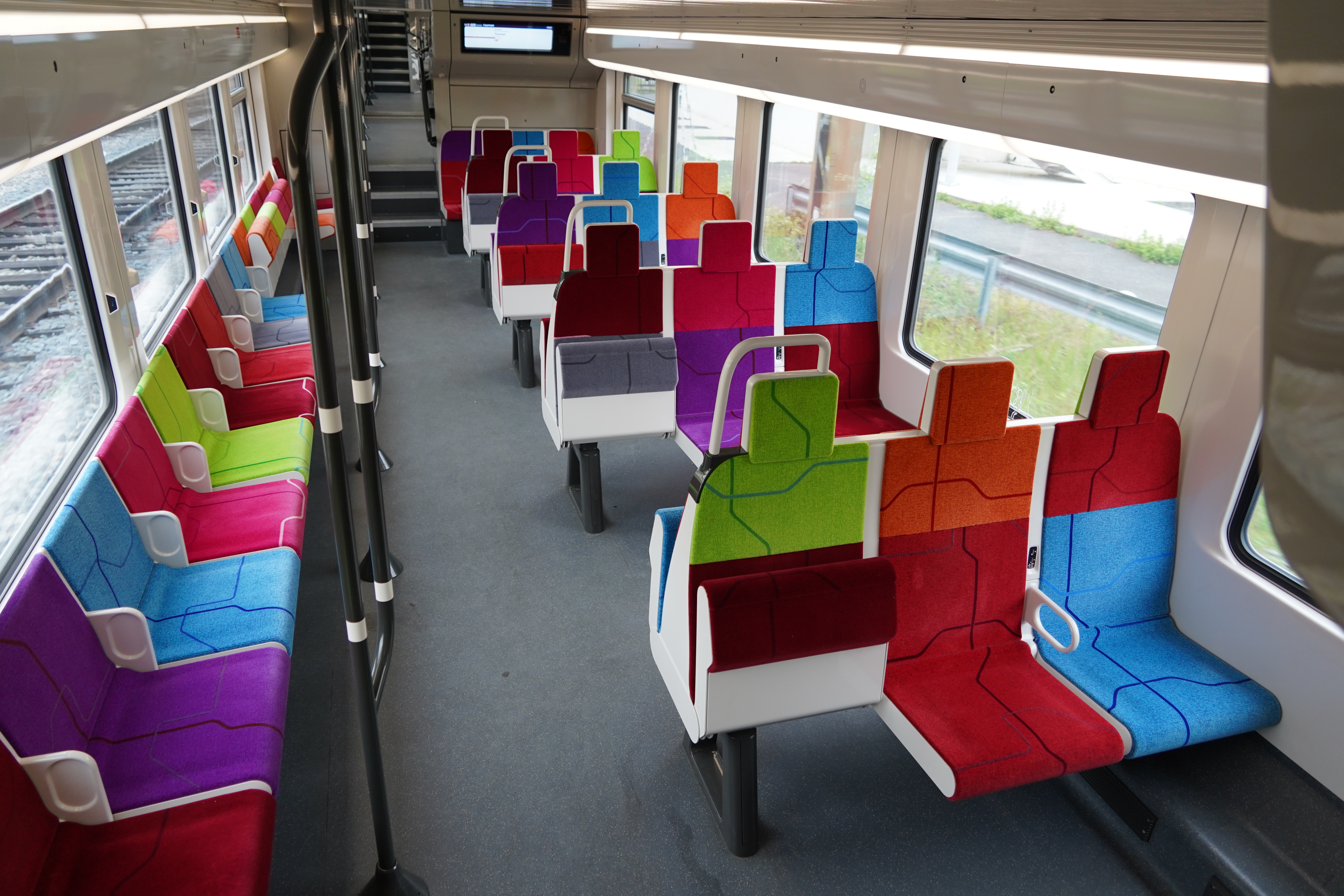
Salle basse.
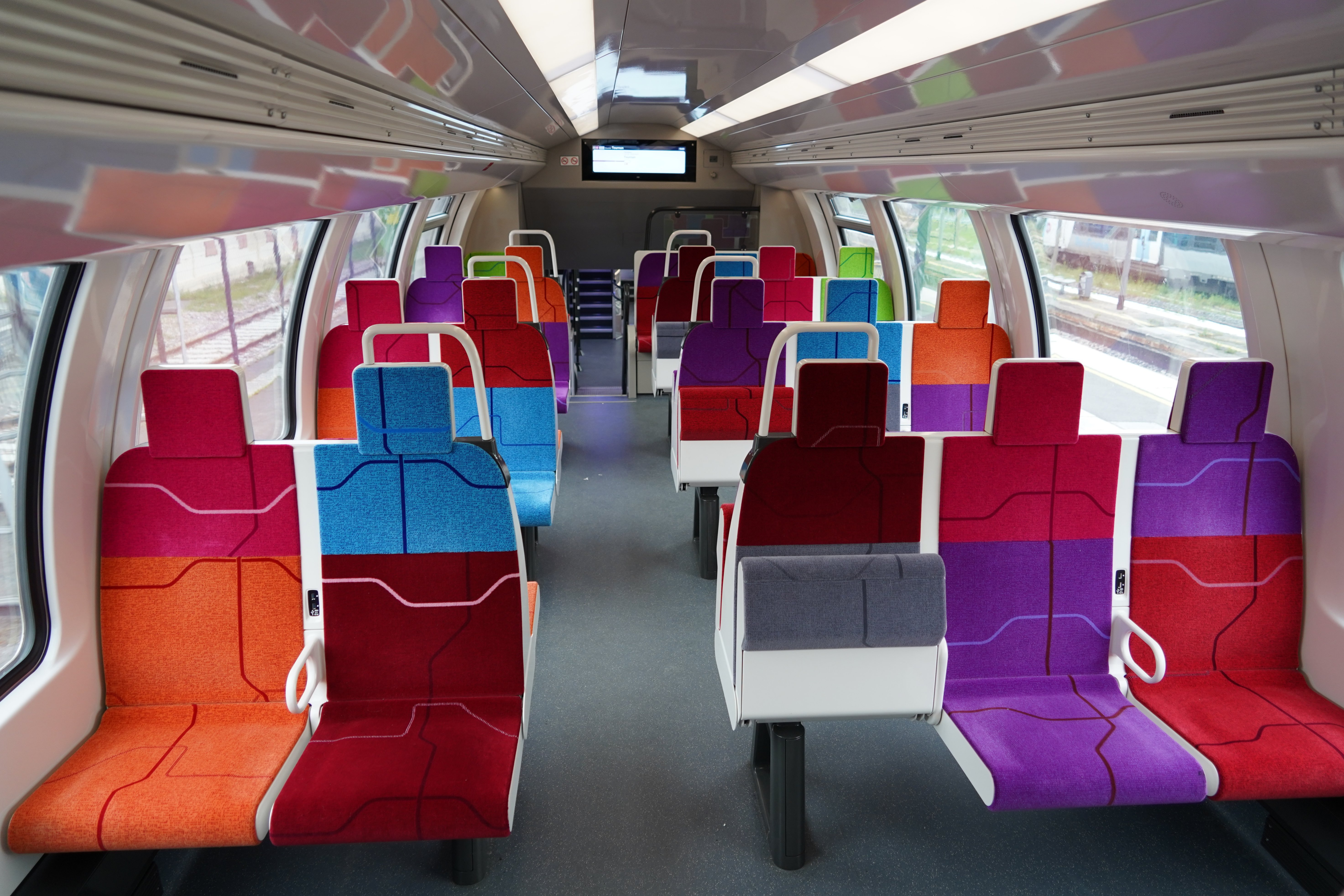
Salle haute.
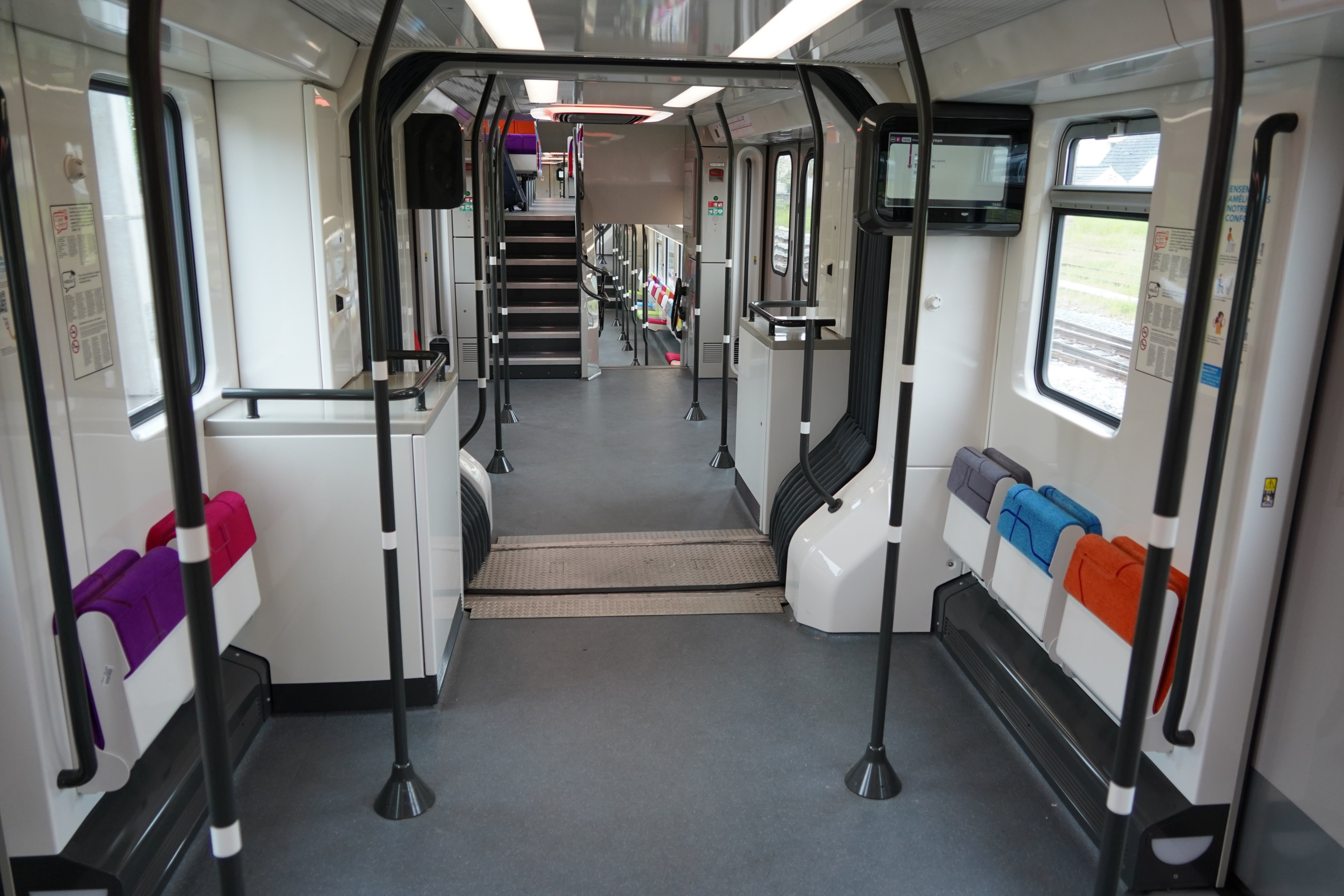
Intercirculation entre deux voitures.
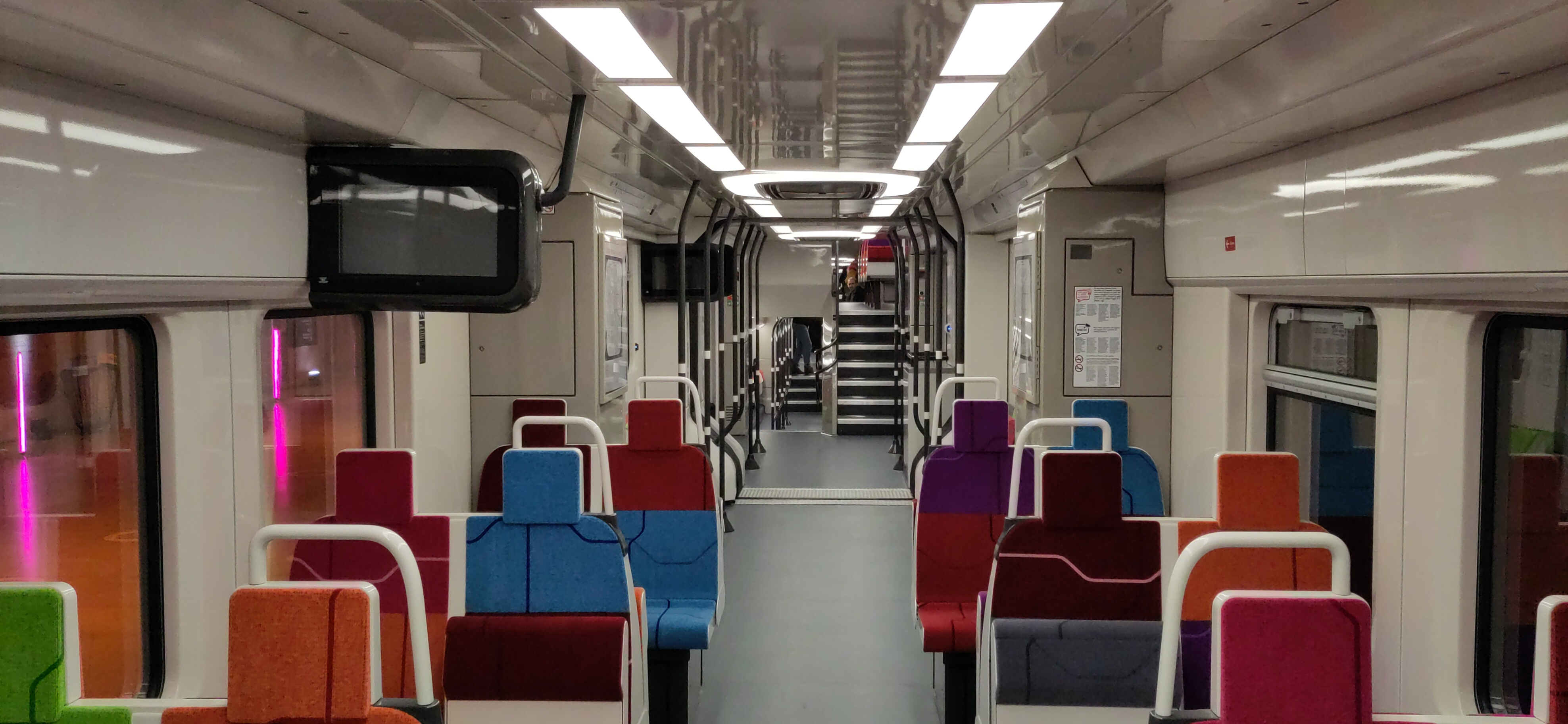
Voiture en tête de train, à niveau unique.

Afin d'avoir des accélérations rapides après un arrêt en gare, le Z 58000 doit être capable de libérer un quai de 225 m en 23 secondes, c'est-à-dire aussi vite qu'un MI 84 pourtant plus léger et plus court de 17 m, grâce à ses 8 bogies moteurs répartis. La vitesse maximale est de 140 km/h.
Les Z 58000 / Z 58500 auront le pilotage automatique NExTEO en deux versions :
- RER E (Nanterre - Rosa-Parks) fourni par Siemens Mobility[47].
- RER D (Saint-Denis - Villeneuve-Saint-Georges)[7] dont l'appel d'offres de NExTEO version RER B/RER D a été gelé parce que le CDG Express est prioritaire[48],[49].

## État du matériel
Au 18 mai 2025, 59 des 262 exemplaires commandés sont livrés. Ils sont gérés par deux supervisions techniques de flotte (STF) :
| Ligne       | Rame    | STF (code)              | Composition | Exemplaires | Dépôt titulaire          |
| ----------- | ------- | ----------------------- | ----------- | ----------- | ------------------------ |
| (RER) · (E) | Z 58000 | STF Lignes E/P/T4 (SPE) | 6 caisses   | 43          | Noisy-le-Sec             |
| (RER) · (D) | Z 58500 | STF Lignes D/R (SLD)    | 7 caisses   | 16          | Villeneuve-Saint-Georges |

Les rames courtes (Z 58000) sont marquées avec la lettre K, les rames longues (Z 58500) avec la lettre M.